# 1598

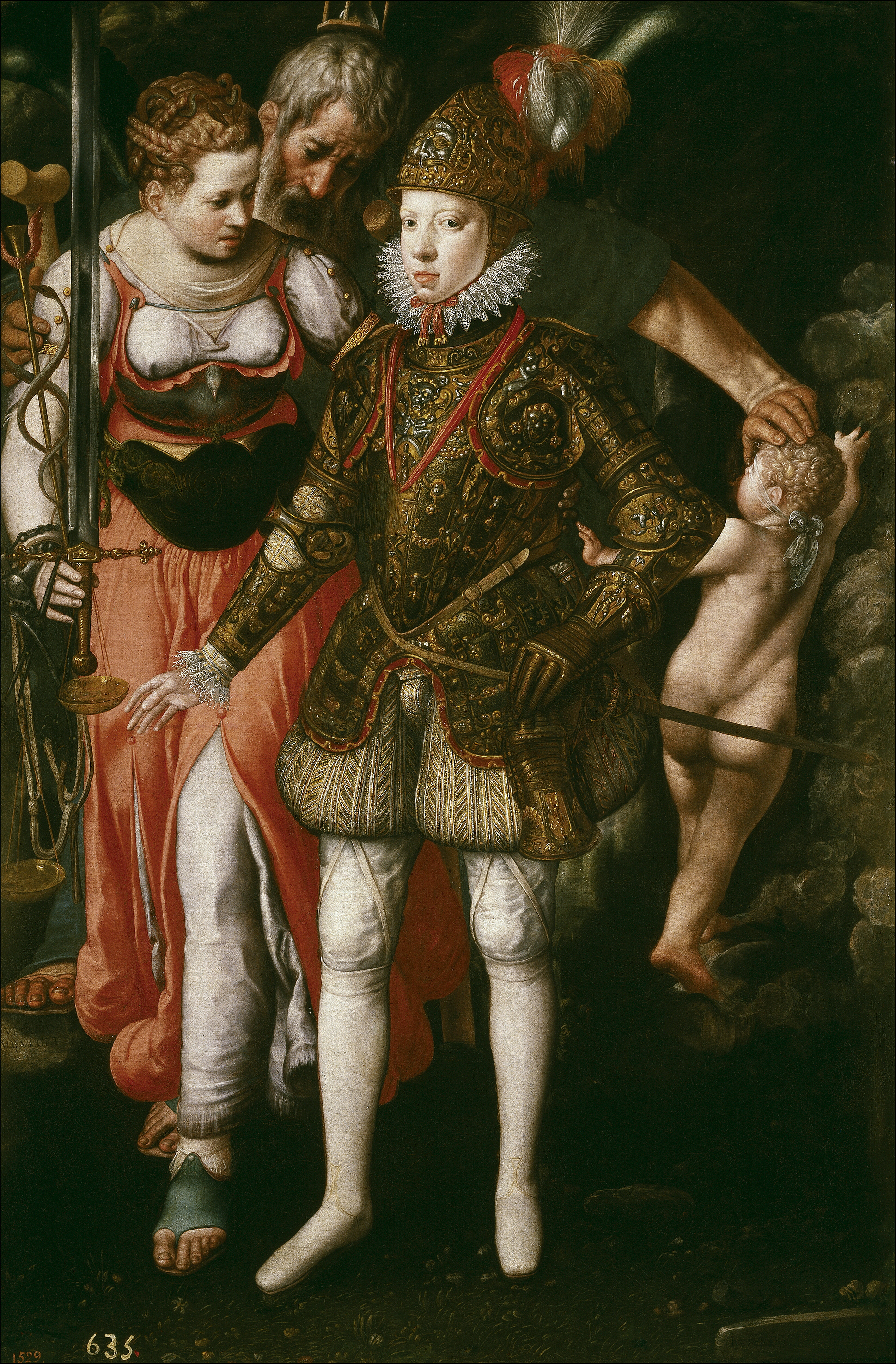
Alegoria da educação de Filipe III de Espanha, pintura do flamengo Justus Til, por volta de 1590. Museu Nacional do Prado, Madrid.

- Wikisource

| Calendário gregoriano                                                        | 1598 MDXCVIII                       |
| Ab urbe condita                                                              | 2351                                |
| Calendário arménio                                                           | 1047 – 1048                         |
| Calendário bahá'í                                                            | -246 – -245                         |
| Calendário budista                                                           | 2142                                |
| Calendário chinês                                                            | 4294 – 4295 Início a 6 de fevereiro |
| Calendário copta                                                             | 1314 – 1315                         |
| Calendário etíope                                                            | 1590 – 1591                         |
| Calendários hindus - Vikram Samvat - Calendário nacional indiano - Cáli Iuga | 1653 – 1654 1519 – 1520 4698 – 4699 |
| Calendário Holoceno                                                          | 11598                               |
| Calendário islâmico                                                          | 1007 – 1008                         |
| Calendário judaico                                                           | 5358 – 5359                         |
| Calendário persa                                                             | 976 – 977                           |
| Calendário rúnico                                                            | 1848                                |
| Calendário solar tailandês                                                   | 2141                                |

1598 (MDXCVIII, na numeração romana)  foi um ano comum do século XVI do actual Calendário Gregoriano, da Era de Cristo, e a sua letra dominical foi D (53 semanas), teve início a uma quinta-feira e terminou também a uma quinta-feira.
| Ano completo                        |
| ----------------------------------- |
| Ano comum com início à quinta-feira |

## Eventos
- 6 de Janeiro – Inicio da construção da Fortaleza dos Reis Magos em Natal, Brasil.
- 21 de Fevereiro - Motim das tropas espanholas estacionadas na ilha Terceira, Açores.
- 19 de Abril - Édito de Nantes, o rei Henrique IV de França confere direitos iguais aos protestantes franceses, por comparação aos católicos.
- 13 de setembro - Em Madrid é coroado Filipe III de Espanha, II de Portugal, no mesmo dia da morte de seu pai Filipe II de Espanha, Filipe I de Portugal no Mosteiro e Sítio do Escorial.
- Início da construção da Sé Nova de Coimbra.

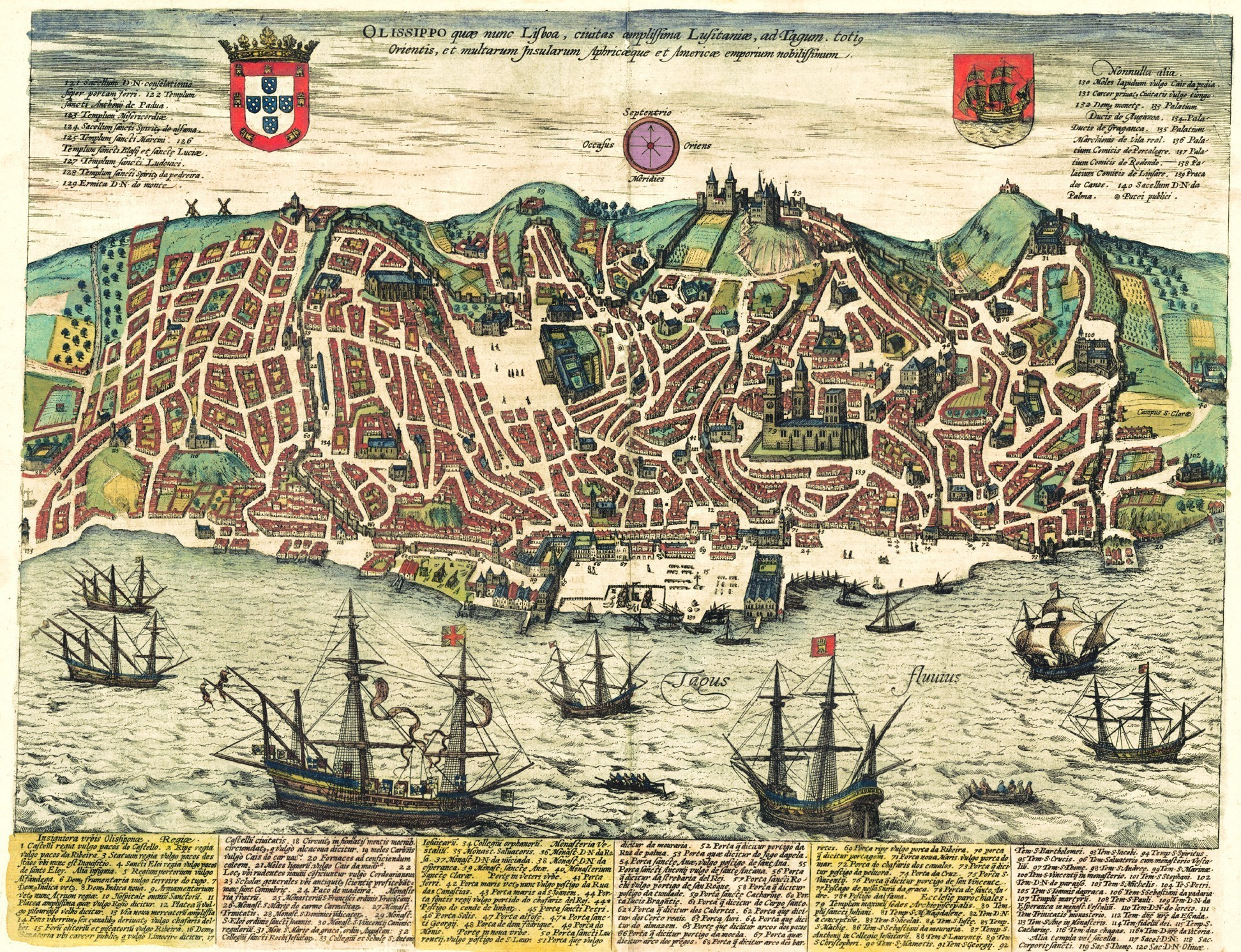
Vista e mapa da cidade de Lisboa em 1598 publicada por Georg Braun and Franz Hogenberg no livro Civitates orbis terrarum

## Nascimentos
- 7 de Agosto - Georg Stiernhielm, linguista e escritor sueco (m. 1672).
- Jean Nicolet - explorador francês (m. 1642).
- Bonaventura Cavalieri, matemático italiano (m. 1647).
- 7 de Dezembro - Gian Lorenzo Bernini, pintor, arquiteto e escultor, eminente artista do barroco italiano (m. 1680).

## Mortes
- 25 de Fevereiro - Nathan Chyträus, teólogo calvinista, poeta, humanista e filólogo alemão (n. 1543).
- 13 de Setembro - Rei Filipe II de Espanha, Filipe I de Portugal (n. 1527)[1].
- Jacopy Mazoni - filósofo italiano (n. 1548).
- Paolo Boi, enxadrista italiano (n. 1528).

## Epacta e idade da Lua
| Epacta gregoriana | 23      |
| Idade da Lua      | Letra D |

## Por tema
- 1598 no Brasil